# 玉双路站
玉双路站位于中国四川省成都市成华区双桥路一环路口，是成都地铁4号线和成都地铁6号线的一座换乘车站，因临近玉双路而得名，于2015年12月26日启用。

## 车站构造

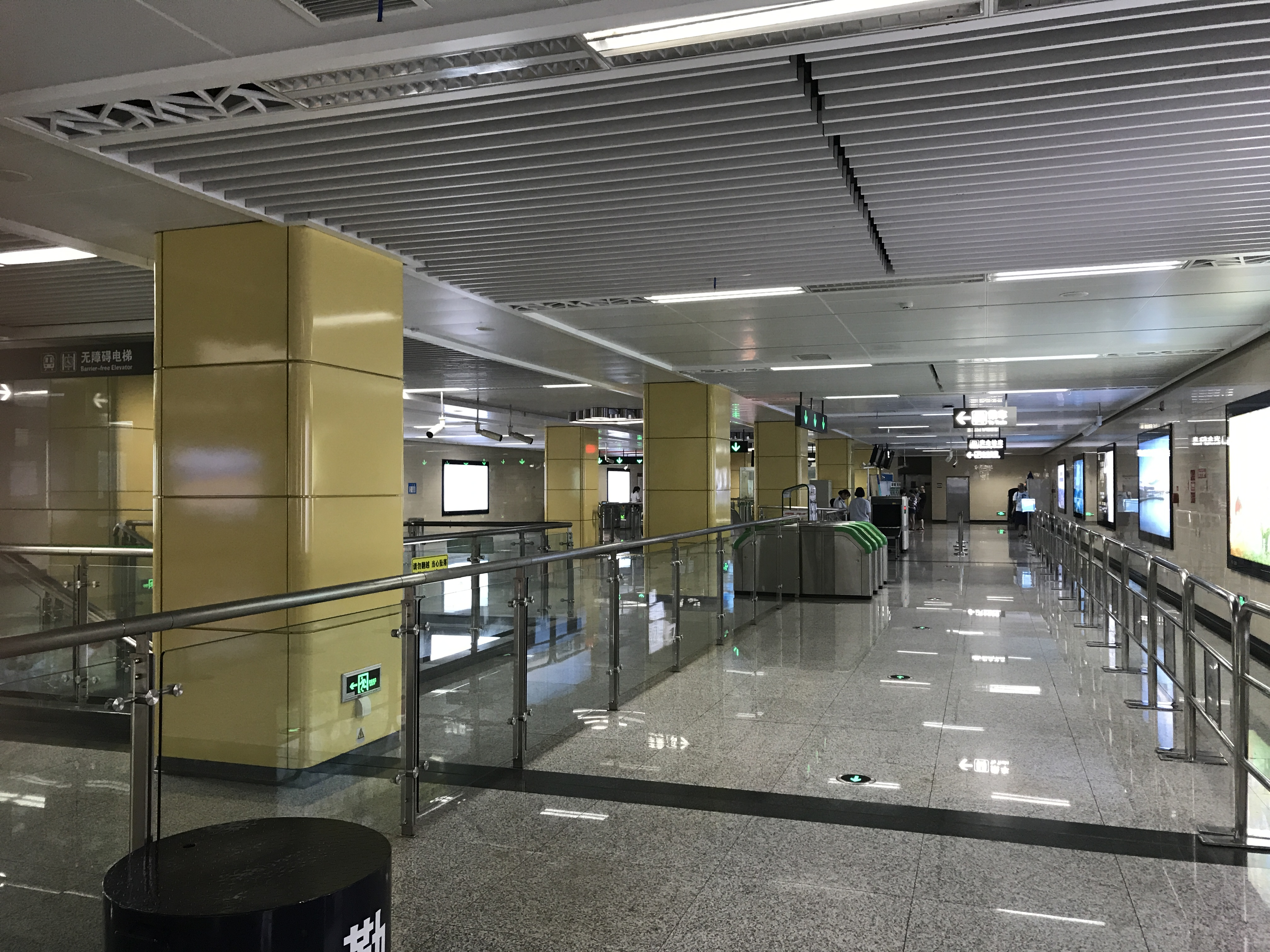
站厅层
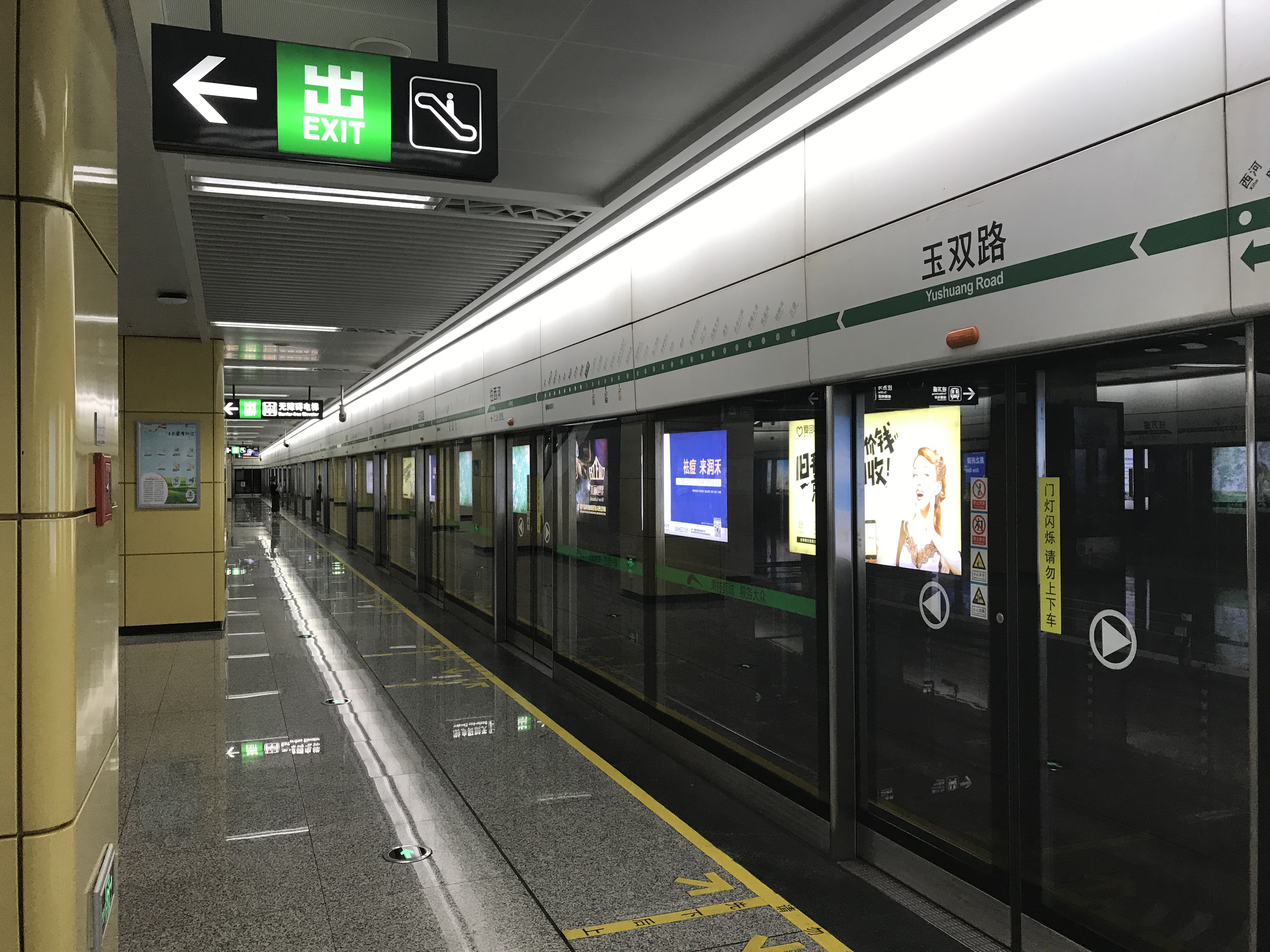
4号线站台层

岛式站台2面4线地下车站。
|                              |  | 4号线往万盛（市二医院） |
| 島式 · 開左邊车门 · 往 6号线 |  |                         |
|                              |  | 4号线往西河（双桥路）   |

|                     |  | 6号线往望丛祠（新鸿路） |
| 島式 · 開左邊车门 · |  |                         |
|                     |  | 6号线往兰家沟（牛王庙） |

- 站厅层
- 4号线站台层

## 内装与公共艺术
本站设计主题：广播电视传媒文化。

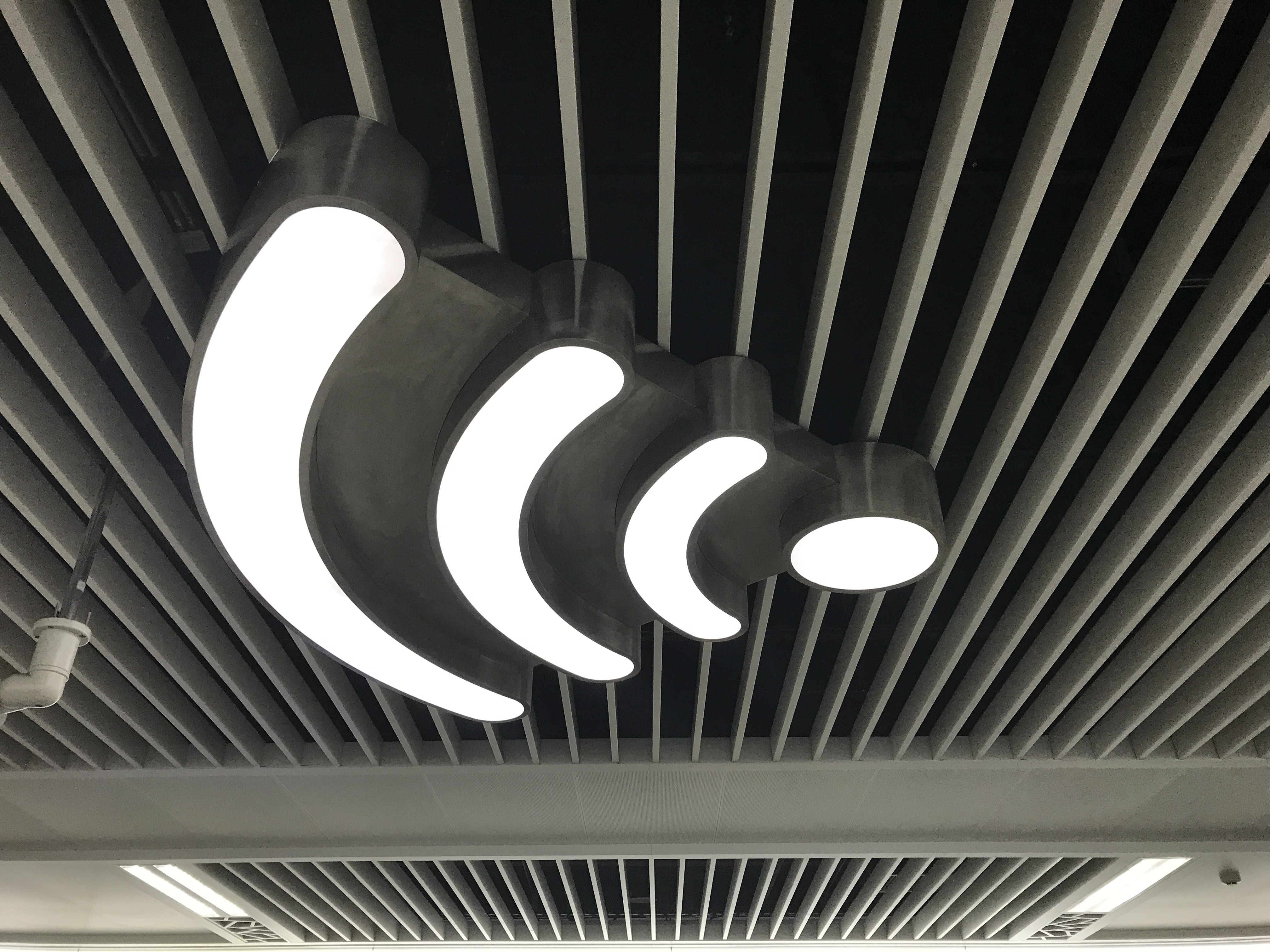
信号图标造型的天花板装饰物

本站邻近目前成都市内最高建筑，高339米的锦绣天府塔（又名四川广播电视塔），所以本站天花板采用信号图标造型，表现现代信息的传播。

## 出入口
本站目前开放7个出入口。
|              |                         |                                                  |      |
|              |                         |                                                  |      |
| 编号         | 设施                    | 指示                                             | 照片 |
|              |                         | 一环路东三段、航空巷、水碾河路                   |      |
| 出口 · C     | 轮椅升降台              | 双桥路、双林巷、双华路                           |      |
| 出口 · D     | 无障碍电梯 无障碍卫生间 | 一环路东三段、双林一巷、双林二巷、新华大道双林路 |      |
| 出口 · E · 1 |                         | 一环路东三段、玉双路                             |      |
| 出口 · E · 2 |                         | 一环路东三段、祥和里                             |      |
| 出口 · F · 1 |                         | 一环路东三段、玉双路                             |      |
| 出口 · F · 2 | 无障碍电梯              | 一环路东三段、东风路北二巷、东风路               |      |

## 历史
- 2012年2月23日，本站正式打围施工[3]。
- 2013年8月25日，本站主体结构封顶[4]。
- 2015年12月26日，本站正式启用[1]。
- 2020年12月18日，6号线部分启用。

## 公交配套
20、27、G27、34、G34、72、106、112